# IRIS²
IRIS² (Infrastructure for Resilience, Interconnectivity and Security by Satellite) is een door de Europese Unie geplande multi-orbit constellatie van internet-satellieten.

## Geschiedenis
Het project werd voor het eerst aangekondigd door de Raad van de EU in november 2022. Er werd verwacht dat één enkel multinationaal industrieel consortium, bestaande uit onder meer Airbus Defence and Space, Thales Alenia Space en Arianespace, het zou uitvoeren. Het is de bedoeling dat het constellatieproject wordt gelanceerd door Europese raketten, zoals de Ariane 6. In geval van problemen kunnen buitenlandse contractanten, met name SpaceX, in overweging worden genomen.
Op 31 oktober 2024 maakte ESA bekend verder te werken met het best-and-final-offer van het consortium SpaceRISE. 
Op 16 december 2024 ondertekenden de Europese Commissie en ESA, samen met vertegenwoordigers van het SpaceRISE-consortium bestaande uit onder andere Eutelsat, Hispasat en SES, de contracten voor de ontwikkeling van de IRIS² constellatie die naar verwachting medio 2031 in gebruik zal worden genomen. De kosten voor de bouw van de constellatie zijn begroot op 10,6 miljard Euro. 

## Constellatie
De constellatie zal bestaan uit satellieten in drie verschillende soorten banen:
- 18 satellieten in medium Earth orbit (MEO) op een hoogte van 8000 km, die gebruik maken van de Ka-band (26–40 GHz).
- 264 satellieten die gebruik maken van de Ka- en Ku-band (12-18 GHz), hoog in low Earth orbit (LEO High) op ongeveer 1200 km hoogte.
- 10 verdere satellieten in LEO Low op hoogtes van 400 en 750 km voor incubatie van nieuwe technologieën.[10]

De IRIS² constellatie zal samenwerken met het reeds bestaande Govsatcom, dat geostationaire telecommunicatiesatellieten van EU-lidstaten uitbaat. Verwacht wordt dat Govsatcom diensten zal aanbieden vanaf 2025 gebruik makend van vrije capaciteit van 10 GEO satellieten van vijf lidstaten.
De satellieten in MEO zouden kunnen aangevuld worden met capaciteit van commerciële satellieten van SES, wiens O3b system in gelijkaardige banen ligt. Ook Eutelsat zou de LEO High capaciteit kunnen versterken met beschikbare capaciteit. Er werd echter beslist dat de bestaande Eutelsat OneWeb constellatie niet geïntegreerd mag worden in IRIS².

## Bedenkingen bij de economische haalbaarheid
Op de SmallSat Europe conference van 27 mei 2025 werd het project met gemengde gevoelens onthaald. Iris2 is opgezet als public-private samenwerking waarbij ruim 4 miljard euro public geld vooropgesteld werd. Investeerders hadden hun bedenkingen of dat bedrag haalbaar is.